# Shorewood (Wisconsin)
Shorewood ist eine Gemeinde (mit dem Status „Village“) im Milwaukee County im US-amerikanischen Bundesstaat Wisconsin. Das U.S. Census Bureau hat bei der Volkszählung 2020 eine Einwohnerzahl von 13.859 ermittelt.	
Die Gemeinde Shorewood ist Bestandteil der Metropolregion Milwaukee.

## Geografie
Shorewood liegt im Südosten Wisconsins im nordöstlichen Vorortbereich der Stadt Milwaukee. Die Gemeinde wird im Osten vom Michigansee und im Westen vom Milwaukee River begrenzt.
Die geografischen Koordinaten von Shorewood sind 43°05′21″ nördlicher Breite und 87°53′15″ westlicher Länge. Das Gemeindegebiet erstreckt sich über eine Fläche von 4,12 km².
Das Stadtzentrum von Milwaukee liegt 6,6 km südöstlich. Whitefish Bay grenzt im Norden an das Gemeindegebiet, während das Stadtgebiet von Milwaukee den Ort von allen übrigen Himmelsrichtungen auf der Landseite umgibt.
Die neben Milwaukee nächstgelegenen weiteren Großstädte sind Green Bay (186 km nördlich), Appleton (134 km nordnordwestlich), Wisconsins Hauptstadt Madison (164 km westlich), Chicago im benachbarten Bundesstaat Illinois (156 km südsüdöstlich) und Racine (52,5 km südsüdöstlich).

## Verkehr
Der Wisconsin State Highway 32 verläuft entlang der Küste des Michigansees. Im Zentrum von Shorewood zweigt an dessen östlichem Endpunkt der Wisconsin State Highway 190 nach Westen ab. Alle weiteren Straßen in Shorewood sind untergeordnete Landstraßen, unbefestigte Fahrwege oder innerörtliche Verbindungsstraßen.
Der Milwaukee Mitchell International Airport von Milwaukee liegt 20 km südlich von Shorewood.

## Geschichte
Im Jahr 1832 wurde das Gebiet der heutigen Gemeinde von den Indianern vom Stamm der Menominee an die US-Regierung abgetreten. Darauf folgte die Besiedlung mit europäischen Einwanderern, die mehrere Ortschaften gründeten. Die Bevölkerungszahl wuchs rasch an, sodass im Jahr 1900 die Gemeinde Village of East Milwaukee als selbstständige Kommune inkorporiert wurde. Im Jahr 1917 wurde die Gemeinde in Shorewood umbenannt.

## Bevölkerung
Nach der Volkszählung im Jahr 2010 lebten in Shorewood 13.162 Menschen in 6381 Haushalten. Die Bevölkerungsdichte betrug 3194,7 Einwohner pro Quadratkilometer. In den 6381 Haushalten lebten statistisch je 2,06 Personen.
Ethnisch betrachtet setzte sich die Bevölkerung zusammen aus 88,1 Prozent Weißen, 2,9 Prozent Afroamerikanern, 0,2 Prozent amerikanischen Ureinwohnern, 5,6 Prozent Asiaten sowie 0,8 Prozent aus anderen ethnischen Gruppen; 2,3 Prozent stammten von zwei oder mehr Ethnien ab. Unabhängig von der ethnischen Zugehörigkeit waren 3,4 Prozent der Bevölkerung spanischer oder lateinamerikanischer Abstammung.
19,2 Prozent der Bevölkerung waren unter 18 Jahre alt, 67,8 Prozent waren zwischen 18 und 64 und 13,0 Prozent waren 65 Jahre oder älter. 53,2 Prozent der Bevölkerung waren weiblich.
Das mittlere jährliche Einkommen eines Haushalts lag bei 61.740 USD. Das Pro-Kopf-Einkommen betrug 40.929 USD. 9,5 Prozent der Einwohner lebten unterhalb der Armutsgrenze.

## Bekannte Bewohner
- Jim Abrahams (1944–2024), Drehbuchautor und Filmregisseur
- Karl Apfelbach (* 1995), Volleyballspieler